# Clayton (Új-Mexikó)
Clayton település az Amerikai Egyesült Államok Új-Mexikó államában, Union megyében, melynek megyeszékhelye is. Lakosainak száma 2643 fő (2020. április 1.).

## Népesség
A település népességének változása:

| 2010 | 2 980 |
| 2020 | 2 643 |